# Prefettura di Tchaudjo
La prefettura di Tchaudjo è una prefettura del Togo situato nella regione Centrale con 190 114 abitanti al censimento 2010. Il capoluogo è la città di Sokodé